# سيرجيو نيلسون غونزاليس
سيرجيو نيلسون غونزاليس (بالإسبانية: Sergio Nelson González) (21 مارس 1961 في الأرجنتين - 13 يوليو 2020) هو لاعب كرة قدم أرجنتيني في مركز الوسط. لعب مع رويال أنتويرب.